# Pădurea Sosnovîi
Pădurea Sosnovîi (în ucraineană Сосновий ліс) este o rezervație forestieră de importanță locală din raionul Bârzula, regiunea Odesa (Ucraina), situată lângă satele Sliusareve și Vilșanca (parcela 8/74 din silvicultura „Sliusar” a întreprinderii silvicole de stat „Savrani”).
Suprafața ariei protejate constituie 8 de hectare, fiind creată în anul 1984 prin decizia comitetului executiv regional. Rezervația a fost creată pentru protejarea plantațiilor de pin scoțian create în anii 1950 pe nisipurile mobile. Cu toate acestea, din cauza defrișărilor ilicte, în prezent, plantațiile se află într-o stare fitosanitară nesatisfăcătoare, se are în vedere schimbărea statutului rezervației.